# Валерий Павлин
Валерий Павлин (на латински: Valerius Paulinus) e префект на Римски Египет през 73 – 74 г. по времето на римския император Веспасиан (69 – 79).
Той произлиза от фамилията Валерии, клон Павлин.
През 73 г. Павлин става префект на Египет (praefectus Aegypti) след Тиберий Юлий Луп. Следващият префект е Гай Етерий Фронтон през 78 г.
Той е вероятно баща или роднина на Гай Валерий Павлин (суфектконсул 107 г.).